# دون كارلوس (كرة سلة)
دون كارلوس (بالإنجليزية: Don Carlos)‏ مواليد 3 مارس 1944 في كولومبوس، هو لاعب كرة سلة أمريكي معتزل. تم اختياره من قبل فريق لوس أنجلوس ليكرز خلال الدرافت. حمل الرقم 14. يبلغ طوله 6 قدم 5 بوصة (2.0 م).

## روابط خارجية
- دون كارلوس على موقع سبورتس رفرنس (الإنجليزية)
- دون كارلوس على موقع ريلجم (الإنجليزية)
- دون كارلوس على موقع بروبوليرز (الإنجليزية)